# Manoir de Coëtdiquel
Le manoir de Coëtdiquel est un édifice situé à Bubry, en France.

## Situation
Le manoir est situé sur le territoire de la commune de Bubry, au lieu-dit Coëtdiquel, dans le département du Morbihan, en région Bretagne.

## Description
Le manoir date des XVIIe et XVIIIe siècles, le colombier est construit en 1739, puits et chapelle privée dédiée à sainte Anne. Il est construit en moellons de granite, édifice à un étage carré. Toiture à longs pans recouverte d'ardoises. Escalier hors-œuvre : escalier à vis sans jour.

## Histoire
Le manoir est inscrit à l'inventaire général du patrimoine culturel.